# Overval op het Huis van Bewaring I te Amsterdam (14-15 juli 1944)

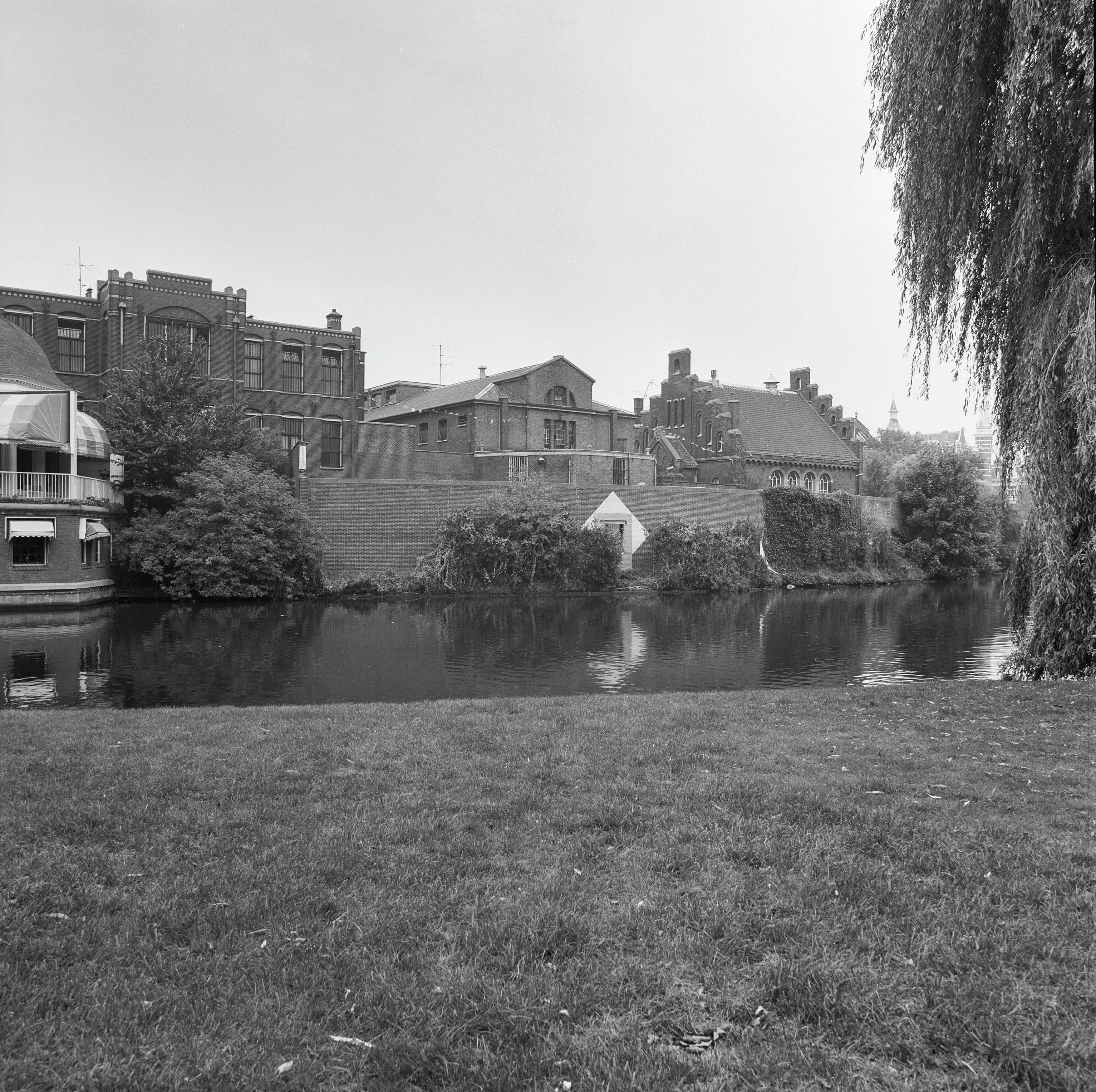
De achterzijde van het voormalige Huis van Bewaring I, gezien vanaf de Stadhouderskade.

In de nacht van 14 op 15 juli 1944 deed Johannes Post een overval op het Huis van Bewaring I, de Weteringschans in Amsterdam, enkele weken na de overval door Gerrit van der Veen.

## De aanleiding tot de overval
Op 26 juni 1944 kreeg Johannes Post het bericht dat Jan Wildschut, zijn strijdmakker van het eerste uur, was gearresteerd na een mislukte overval op een distributiekantoor in Haarlem. Wildschut werd naar het Huis van Bewaring aan de Weteringschans in Amsterdam gebracht. Jan Wildschut was de boezemvriend van Johannes Post en hij stond er op hem te bevrijden.
Bovendien zaten er meerdere verzetsstrijders, waaronder ook Henk Dienske (lid van de top van de Landelijke Organisatie voor Hulp aan Onderduikers), gevangen in het Huis van Bewaring aan de Weteringschans. In totaal ging het om zo'n 141 gevangenen waarvan er 70 in de nabije toekomst zouden worden geëxecuteerd.

## De afgewezen opties
Onder grote druk overwoog Johannes Post vervolgens meerdere opties. Hij nam hierover contact op met zijn broer Marinus Post, leider van de KP-Waterland, en met Hilbert van Dijk (lid van de LKP-top). Uiteraard werden de lessen van de actie van Gerrit van der Veen in acht genomen die eerder in mei een mislukte overval op het Huis van Bewaring had gepleegd.
Een gewapende bestorming van het complex werd al snel door een 'goede' bewaker (Van Agteren) afgeraden. Een alternatief was om met zeven verzetslieden een inbraak in Jamin in scène te zetten. Via contacten bij de politie en andere autoriteiten zou geregeld worden dat de mannen zouden worden opgesloten in de gevangenis aan de Weteringschans. Een bewaker die in het complot zou zitten zou dan in de nacht de celdeuren van de mannen openen en met behulp van naar binnen gesmokkelde pistolen zou de overval een makkelijke operatie moeten zijn. Er waren immers maar twee bewakers: de ene sliep terwijl de andere de wacht hield. Er zou een vergiftigde worst worden meegenomen om de twee waakhonden uit te schakelen.
Maar het plan had een aantal risicovolle kanten. Als ze pech hadden zouden de 'inbrekers' naar het Huis van Bewaring aan de Amstelveenseweg worden gebracht in plaats van naar het Huis van Bewaring aan de Weteringschans. Verder bleek uiteindelijk dat de politie op dit gebied niet zou meewerken, ondanks het feit dat er vier politie-agenten in de Knokploeg zaten. Post bleef in eerste instantie aan dit plan vasthouden. Maar toen ook de bewaker die vanuit de gevangenis zou meewerken de zaak te riskant vond moest hij toegeven dat het risico te groot was en het plan afblazen.
Intussen waren er al vele onderduikadressen gevonden in Amsterdam en omgeving voor de gevangenen die zouden worden bevrijd. De tijdsdruk nam alleen maar toe.

## Medewerking van Jan Boogaard
De Amsterdamse Knokploeg kwam er via verschillende contacten achter dat er binnen de Weteringschans een SS'er werkzaam was die bij het verzet in een goed blaadje wilde komen: Jan Boogaard. Hij woonde bij zijn moeder in Amsterdam op de Kinkerstraat 344-2 (op loopafstand van de Weteringschans) en maakte zich zorgen over zijn toekomst na de oorlog, werd er gezegd. De man had al wat vertrouwen opgebouwd door tijdens zijn eerdere dienstperiode aan de Amstelveenseweg boodschappen en pakjes voor gevangenen in en uit te smokkelen. Hij was zelfs een paar keer betrapt en had met disciplinaire maatregelen te maken gekregen.
Toen leden van de Knokploeg hem voor de eerste keer bezochten beweerde Boogaard dat hij uit armoede bij de SS was gegaan. Na een periode aan het oostfront, waar hij ziek van terugkwam, was hij bewaker geworden in de Weteringschans. Maar hij deed dit met tegenzin en hij wilde graag zijn naam zuiveren voor ná de oorlog. Als teken van vertrouwen toonde hij de Knokploegleden een gedetailleerde kaart van de gevangenis. Deze ontmoeting vond plaats op 10 juli 1944.
Volgens de leden van de Amsterdamse groep was het allemaal heel positief en bood de man een nieuwe kans om de gevangenen te bevrijden. Via de broer van Jan Wildschut zochten zij contact met Johannes Post om hem de nieuwe ontwikkelingen voor te leggen. Er kwam een tweede ontmoeting met Boogaard en de stemming bleef gunstig. Boogaard leek vastbesloten mee te werken. Johannes Post was niet enthousiast om met een SS'er, een handlanger van de gehate vijand, samen te werken. Maar zijn drang om zijn vrienden uit de gevangenis te halen was sterker en hij besloot mee te gaan naar de volgende ontmoeting.
Boogaard gaf veel advies, mede aan de hand van de plattegrond van de gevangenis die ze via Wim Speelman kregen. Er werd vervolgens besloten dat Boogaard een zeer belangrijke rol zou gaan spelen: Boogaard zou de toegang tot de Weteringschans verschaffen. Om er zeker van te zijn dat hij de boel niet zou verraden werd een smoes bedacht om zijn moeder, bij wie hij inwoonde, in gijzeling te nemen. Er werd afgesproken dat Boogaards moeder elders in het land (Groningen) zou gaan onderduiken. Zij zou echter onder toezicht van de Knokploeg komen te staan. Boogaard stelde als voorwaarde dat er na afloop voor hem en zijn moeder zou worden gezorgd. Hij beweerde hier maar een paar duizend gulden voor nodig te hebben. Hem werd door de Knokploeg 3200 gulden betaald en een onderduikadres toegezegd.
Na dit besluit hadden Post en de anderen een ontmoeting met Boogaard en werd besloten om de gevangenis binnen te dringen vanuit de woning van conciërge Ottenhof. Deze woning gaf makkelijk toegang tot het instructiegebouw. Als de overvallers in de gang van dit gebouw zouden aankomen zou Boogaard verschillende deuren openen zodat de ploeg via de binnenplaats toegang zou krijgen tot de Duitse afdeling van de gevangenis. Om dit mogelijk te maken moesten de bewakers en honden worden uitgeschakeld. Ook hiervoor kwamen oplossingen. Boogaard zei toe dat hij de twee Nederlandse bewakers met jenever zou uitschakelen en de honden met de worst (gevuld met cyaankali) zou vergiftigen, die hiervoor speciaal zouden worden gemaakt.
Alles leek te kloppen en er werd een datum vastgesteld: vrijdag 14 juli 1944. Het plan leek sterk op de mislukte overval van Gerrit van der Veen (tweeënhalve maand eerder uitgevoerd). Ook destijds was er sprake geweest van een bereidwillige bewaker.
Er werd echter een groot risico genomen toen de moeder van Jan Boogaard uiteindelijk niet op het afgesproken tijdstip (vóór de overval) wilde vertrekken. Zij zegde toe mee te kunnen gaan op de dag ná de overval omdat ze haar spullen nog moest pakken. Hierop weigerde Marinus Post in eerste instantie om zijn ploeg verder aan de gewaagde onderneming bloot te stellen. Toch werd besloten om de overval door te laten gaan. Er was namelijk weinig keus. De moeder van Boogaard bleef dwarsliggen en stelde haar vertrek steeds uit. De verzetskameraden wilden haar echter niet dwingen, omdat Boogaard dan misschien zou afhaken. En hij had immers een cruciale rol in het complot.
Uiteindelijk werd besloten dat de koerierster Betty Trompetter (beter bekend onder haar schuilnaam 'Tineke van der Laan') in de nacht van de overval bij de vrouw in huis zou blijven en dat de moeder van Boogaard ná de overval gelijktijdig met haar zoon kon vertrekken. Dit betekende dus dat zij als gijzelaar wegviel. Conform de afspraken binnen de Top zouden Johannes Post en Hilbert van Dijk zelf niet aan de overval meedoen. Zij zouden Boogaard en zijn moeder na afloop vanuit de Kinkerstraat naar zijn onderduikadres brengen.

## De overval
In de avonduren van 14 juli 1944 bezochten Johannes Post en Hilbert van Dijk conciërge Roelf Ottenhoff van de Weteringschans om uitleg te geven over wat ze van plan waren. Hij had geen bezwaar. Vervolgens kwamen de zestien deelnemers aan de overval samen in de conciërgewoning en overhandigde Roelf Ottenhoff de sleutels. Het bevrijden van de 70 gevangen met een 'kruisje achter hun naam' had prioriteit. Op 15 juli om 03:00 's ochtends zou de bevrijdingsoperatie van start gaan. Een Nederlandse bewaker, die van alles op de hoogte was, zou op dat tijdstip bellen om aan te geven dat alles in orde was. Maar het telefoontje dat bij de woning van de conciërge had moeten binnenkomen bleef uit. Dit plaatste de ploeg voor een dilemma. Het kon zijn dat de bewaker het gewoon vergeten was, of dat hij in slaap was gevallen. Er was echter geen tijd om iets na te trekken of om te overleggen. De mannen besloten gewoon te gaan en het niet-gepleegde telefoontje te vergeten.
Van de 16 mannen die de overval zouden uitvoeren gingen er 12 de aardedonkere gang van het instructiegebouw binnen. De vier anderen hielden de wacht. In de gang moesten ze wachten totdat Boogaard de deur vanaf de gevangeniskant zou opendoen. Boogaard, die vanaf 02:00 dienst had, maakte zich kenbaar en deed inderdaad op het afgesproken tijdstip de deur naar de gevangenis open. Nog steeds in het volledige duister trokken de mannen op naar de volgende deur die enkele minuten later ook door Boogaard moest worden geopend. Boogaard beweerde dat hij de honden had uitgeschakeld en de bewakers opgesloten. De mannen moesten vervolgens, volgens plan, een kwartier wachten om op 03:20 tot de daadwerkelijk overval over te gaan en het cellencomplex binnen te dringen.
Het hele plan was echter door Jan Boogaard verraden. Hoewel hij uitvoerig was 'gescreend', stond Jan Boogaard al vanaf het eerste contact in verbinding met Willy Lages, hoofd van de Amsterdamse Sicherheitsdienst. Terwijl de mannen nog wachtten klonk er plotseling een Duits bevel van de binnenplaats: "Hände hoch! Jeder Widerstand ist sinnlos!". "Verraad!", riep iemand. Meteen werd er vanuit een nabijgelegen barak die op de binnenplaats voor Joodse gevangenen was aangebouwd, de 'jodenbarak', het vuur op de overvallers geopend.
Alle verzetsmannen wierpen zich op de grond en begonnen terug te schieten. De Duitsers gebruikten nu ook een machinegeweer. Van alle kanten vlogen de kogels over en weer. Bij de hele groep leefde nog maar één gedachte: "vluchten, en wel zo snel mogelijk". Sommige leden van de overvalploeg kwamen wonderbaarlijk, met gebruikmaking van al hun krachten, over de vier meter hoge kale muur van de binnenplaats heen. Al schietend baanden ze zich een weg terug naar buiten.
De afzetting van de SD buiten de gevangenis bleek niet waterdicht en een aantal van de overvallers bereikte het Leidseplein en de omliggende straten. Tijdens de schietpartij werden verschillende KP-leden getroffen. Toen de wapens stil vielen bleken vijf overvallers op de binnenplaats te zijn gearresteerd waarvan er twee gewond waren geraakt (Guus Trestorff en Cor ten Hoope). Buiten de gevangenis werd de schietpartij voortgezet, werd nog iemand aangehouden en de SD begon een grote zoekactie. De anderen slaagden erin om weg te komen, waaronder Dick Folmer, Eddy Wegman, Ber Wildschut (schuilnaam Nol v.d. Brink), Jaap Paff, Henk Steenbeek, J.K Haarsma, F. Postmus, J. van Reenen en J. S. Spoelstra. Echter, Jan Niklaas Veldman, Frits Smit, Arie Stramrood, Jacques Stil, Guus Trestorff en Cor ten Hoope werden afgevoerd.
Eén overvaller heeft urenlang onder de brug van de Singelgracht gestaan, een ander wist zich te verstoppen in een duivenhok op het dak in de Bellamystraat. Conciërge Roelf Ottenhoff werd gearresteerd en overgebracht naar Sachsenhausen waar hij later door de Russen weer bevrijd werd.

## Arrestatie in de Kinkerstraat
Johannes Post en Hilbert van Dijk waren, vóór de overval, via de Overtoom en de Nicolaas Beetsstraat naar de Kinkerstraat gegaan om daar de overval af te wachten. Volgens afspraak stonden zij om 04:15 klaar bij de woning van Jan Boogaard om hem en zijn moeder naar hun onderduikadres te brengen. Ondanks de enorme schietpartij rond de gevangenis, die in de stille nachtelijke Amsterdamse straten honderden meters ver te horen was, hadden Post en Van Dijk in de ochtend van 15 juli 1944 uur nog geen weet van de mislukking. Er waren ook geen posten in de buurt afgezet om bij eventueel alarm te waarschuwen.
In het huis van Boogaard was koerierster Betty Trompetter, die nog in het huis van moeder Boogaard was, inmiddels ruw gewekt door Duitsers die pistolen op haar richtten. Ze werd geboeid en moest toezien hoe de SD'ers vervolgens rustig stonden te wachten totdat Johannes Post en Hilbert van Dijk kwamen opdagen. Omdat Betty de moeder van Boogaard vrij in het huis zag rondlopen wist ze dat de hele zaak verraden was.
Op het afgesproken tijdstip doken Post en Van Dijk dan ook de Kinkerstraat in en wachtten op Boogaard die, zoals afgesproken, in een auto van de SD zou verschijnen. Ook hier hield Boogaard zich aan de afspraak en kwam precies op tijd. Maar toen Post naar de auto toeliep kwamen er verschillende Duitsers uit tevoorschijn. Toen een van de SD'ers Post naar zijn naam vroeg was dit voor Hilbert van Dijk genoeg reden om te gaan rennen. Willy Lages, het hoofd van de SD in de Euterpestraat, ging hem persoonlijk achterna. Post trok zijn revolver en schoot op Lages, maar de andere SD'ers overmeesterden hem. Hij werd door W. Albers en Friedrich Viebahn geboeid en door de SD'ers onder leiding van Ernst Wehner mishandeld terwijl ze wachtten op de terugkeer van Lages. Om aan de wrede behandeling een einde te maken schreeuwde Post zo hard dat de hele Kinkerstraat in rep en roer raakte. Toen Lages zonder Van Dijk terugkwam werd de zoektocht in een auto voortgezet. Maar Van Dijk werd niet gevonden.
Post werd via de Nassaukade naar de Weteringschans gebracht. Bij het eerste verhoor noemde hij zijn echte naam en zei dat hij de leider van de overval was. Hij weigerde echter een verdere verklaring te geven en werd opgesloten.
Hoewel Hilbert van Dijk kon ontsnappen, ondanks twee keer door kogels geraakt te zijn, werd hij even later door buurtbewoners verraden. Door het hevige bloeden kon hij niet naar zijn contactadres. De SD zou dan namelijk het bloedspoor met gemak kunnen volgen. Uiteindelijk kroop Van Dijk in een willekeurige tuin in een duivenhok waar hij meerdere malen het bewustzijn verloor. De bewoners ontdekten hem en belden de politie. De SD'ers Friedrich Viebahn en Maarten Kuiper gingen vervolgens naar het adres en de totaal uitgeputte en hevig bloedende Van Dijk kon nog maar amper weerstand bieden. Hierdoor werd de overval die een groot succes voor het Nederlandse verzet zou hebben betekend, een groot fiasco.

## De afloop
Op 15 juli 1944 kwam er van verdere verhoren niets meer omdat er een (mislukte) aanslag op de SD'er Ernst Wehner, die Post had mishandeld, was gepleegd. Dit gaf zoveel werk dat de overval op de Weteringschans (de kopstukken waren immers al gepakt) even niet belangrijk meer was. Pas op de volgende dag, zondag 16 juli 1944, begonnen de verhoren weer. Niemand liet echter een woord los. Tegen de middag werden zeven opgepakte deelnemers aan de overval bij elkaar gebracht: Johannes Post, Jan Niklaas Veldman, Frits Smit, Arie Stramrood, Jacques Stil, Hilbert van Dijk en Cor ten Hoope (de beide laatstgenoemden op brancards). Guus Tresdorf, die tijdens de schietpartij het zwaarst gewond was geraakt, was toen al in het Wilhelmina Gasthuis overleden. Aan de groep werden ook nog acht andere verzetslieden toegevoegd: Jacob Balder, Frits Boverhuis, Nico Jonk, Ernst Klijzing, Ferdinand Ploeger, Rens Prins, Klaas Ritzema en Koen Rozendaal.
Alle vijftien mannen wisten wat deze voorbereidingen betekenden. In een gesloten vrachtwagen, omringd door bewakers, werden zij vervolgens naar de duinen bij Overveen gereden. Daar werd de gehele groep, inclusief de gewonden, gefusilleerd middels een schot in het achterhoofd. Dit werd uitgevoerd door de 21-jarige Nederlandse SS'er Johan Willem Snoek. Deze pleegde op 8 juni 1945 zelfmoord.
Alle slachtoffers werden in een massagraf in de duinen bij Overveen begraven.
Na de mislukte overval heeft onder meer Marinus Post nog dagenlang gepost bij het huis van Boogaard. Maar Boogaard was inmiddels door de SD naar Utrecht vervoerd. 

## Na de oorlog
De lichamen van de betrokkenen zijn in de duinen teruggevonden en enkelen van hen zijn later herbegraven op de Eerebegraafplaats Bloemendaal. Willem Frederik Smit en Arie Stramrood zijn in Zeist herbegraven.
Betty Trompetter, die in de Kinkerstraat werd opgepakt, is naar Kamp Vught gebracht en later naar Ravensbrück. Zij heeft de oorlog overleefd. Ook de conciërge van de Weteringschans, Ottenhof, kwam na de capitulatie uit Duitsland terug.
Johan Meewis, lid van de KP-Amsterdam en betrokken bij de voorbereiding van de overval, overleefde de oorlog. Herman Harsveld was vóór de overval al gearresteerd en overleed te Neuengamme.
Kort na de bevrijding werd Jan Boogaard gearresteerd en in de Weteringschans gevangengezet. Tegen zijn ondervragers gaf hij toe dat hij meteen na de eerste ontmoeting met de KP-Amsterdam zijn SD-bazen van het hele plan op de hoogte had gesteld. Boogaard werd op 19 juli 1946 door de rechtbank ter dood veroordeeld en het vonnis werd op 1 maart 1947 voltrokken.
Gedurende de hele bezetting is de Weteringschans een onneembare veste gebleken.